# Folkviljan på Orust
Folkviljan på Orust (fpo eller FPO) er et lokalt politisk parti i Orusts kommun i Västra Götalands län (Bohuslän).
Partiet har været repræsenteret i kommunalbestyrelsen siden 1994.
Ved valget i 1994 fik partiet 10 af de 41 mandater i kommunalbestyrelsen.
Ved de efterfølgende valg blev mandattallet tre (i 1998), to (i 2002), én (i 2006), fem (i 2010) og to (i 2014).
| Politisk parti | Spire Denne artikel om et politisk parti eller gruppe er en spire som bør udbygges. Du er velkommen til at hjælpe Wikipedia ved at udvide den. |